# Tree-Nation
Tree-Nation è un social network a carattere ambientalista.
Il sito tree-nation si ripropone di aiutare a "combattere il cambiamento climatico, la desertificazione e la povertà" promuovendo e sostenendo dei progetti di riforestazione in diverse parti del mondo.
Il primo e più ambizioso progetto è nato in Niger e la meta è piantare 8.000.000 di alberi (di varie specie) in questo Paese entro il 2015. A questo scopo Tree-Nation ha collaborato con la campagna delle Nazioni Unite Plant for planet Billion Tree Campaign e collabora con l'INRAN (Istituto Nazionale della Ricerca Agronomica del Niger) e il Ministero per l'Ambiente del Niger.
In seguito sono nati nel tempo altri progetti in Colombia, Nicaragua, Madagascar e Francia.
Al 30 maggio 2015 Tree-Nation aveva superato i 114.000 membri e gli 800.000 alberi piantati nei diversi progetti.
Il sito, oltre al sostegno economico dei membri, conta anche sull'apporto di diverse imprese (223 al Maggio 2015) che collaborano in diversi modi alla realizzazione dei progetti (tra cui si possono citare la Unilever, il giornale The Economist, la Nivea, Procter & Gamble e la Fondazione europea per la scienza).
Oltre alla creazione diretta dei boschi, i progetti mirano anche alla creazione di nuove fonti di reddito per le popolazioni locali (dalla produzione di legno e cibo degli alberi) e all'incremento della produzione agricola nelle aree circostanti le piantagioni grazie a tecniche di agroforestazione.